# Nishiokoppe
Nishiokoppe (西興部村, Nishiokoppe-mura) est un village du district de Monbetsu, situé dans la sous-préfecture d'Okhotsk, sur l'île de Hokkaidō, au Japon.

## Géographie

### Démographie
Au 30 septembre 2015, la population de Nishiokoppe s'élevait à 1 146 habitants répartis sur une superficie de 308,08 km2.